# Antonio Díaz (khu tự quản)
Antonio Díaz là một khu tự quản thuộc bang Delta Amacuro, Venezuela. Thủ phủ của khu tự quản Antonio Díaz đóng tại Curiapo. Khự tự quản Antonio Díaz có diện tích 22746 km2, dân số theo điều tra dân số ngày 21 tháng 10 năm 2001 là 2315 người.